# Liste der Naturdenkmale in Schallstadt
| Naturdenkmale | Anzahl |
| ------------- | ------ |
| FND           | 0      |
| END           | 8      |
| Gesamt        | 8      |

Die Liste der Naturdenkmale in Schallstadt nennt die verordneten Naturdenkmale (ND) der im baden-württembergischen Landkreis Breisgau-Hochschwarzwald liegenden Gemeinde Schallstadt. In Schallstadt gibt es insgesamt acht als Naturdenkmal geschützte Objekte, keines ist ein flächenhaftes Naturdenkmal (FND), alle sind Einzelgebilde-Naturdenkmale (END).
Stand: 1. November 2016.

## Einzelgebilde (END)
| Name                         | Bild | Kennung     | Einzelheiten | Position | Fläche Hektar | Datum         |
| ---------------------------- | ---- | ----------- | ------------ | -------- | ------------- | ------------- |
| 1 Rosskastanie               | BW   | 83150980005 | Schallstadt  | ⊙        | 0,0           | 15. Apr. 2002 |
| 1 Rotbuche, Hauptstr. Mengen | BW   | 83150980003 | Schallstadt  | ⊙        | 0,0           | 15. Apr. 2002 |
| 1 Schwarzpappel              | BW   | 83150980007 | Schallstadt  | ⊙        | 0,0           | 15. Apr. 2002 |
| 1 Sommerlinde                | BW   | 83150980001 | Schallstadt  | ⊙        | 0,0           | 15. Apr. 2002 |
| 1 Sommerlinde                | BW   | 83150980009 | Schallstadt  | ⊙        | 0,0           | 15. Apr. 2002 |
| 1 Stieleiche                 | BW   | 83150980006 | Schallstadt  | ⊙        | 0,0           | 15. Apr. 2002 |
| 1 Winterlinde                | BW   | 83150980002 | Schallstadt  | ⊙        | 0,0           | 15. Apr. 2002 |
| 1 Winterlinde                | BW   | 83150980004 | Schallstadt  | ⊙        | 0,0           | 15. Apr. 2002 |
| Legende für Naturdenkmal     |      |             |              |          |               |               |